# Xã Grover, Quận Renville, Bắc Dakota
Xã Grover (tiếng Anh: Grover Township) là một xã thuộc quận Renville, tiểu bang Bắc Dakota, Hoa Kỳ. Năm 2010, dân số của xã này là 27 người.